# Frank L. Stulen
Frank L. Stulen inventou o comando numérico de máquinas-ferramentas na década de 1940, juntamente com seu empregado John T. Parsons. Parsons recebeu a maior parte dos créditos pela invenção, pois foi o responsável pela mair parte das ideias. Mas foi Stulen quem usou as ideias para construir as máquinas.
Em 1985 Stulen e Parsons receberam a Medalha Nacional de Tecnologia e Inovação.